# Capparis acutifolia
Capparis acutifolia är en kaprisväxtart som beskrevs av Robert Sweet. Capparis acutifolia ingår i släktet Capparis och familjen kaprisväxter. Inga underarter finns listade i Catalogue of Life.